# Prata (Minas Gerais)
Prata är en kommun i Brasilien. Den ligger i delstaten Minas Gerais, i den sydöstra delen av landet, 400 km söder om huvudstaden Brasília. Antalet invånare är 25 805.
Omgivningarna runt Prata är en mosaik av jordbruksmark och naturlig växtlighet. Runt Prata är det mycket glesbefolkat, med 5 invånare per kvadratkilometer.